# George Clausen
Sir George Clausen (18 de abril de 1852-22 de noviembre de 1944) fue un artista británico que trabajó con óleo y acuarela, aguafuerte, mezzotinta, punta seca y ocasionalmente litografías. Fue nombrado caballero en 1927.

## Biografía
George Clausen nació en Londres el 18 de abril de 1852, hijo de un artista decorativo de ascendencia danesa y de madre escocesa. De 1867 a 1873, asistió con gran éxito a las clases de diseño de las escuelas de South Kensington Schools de Londres. Después trabajó en el estudio de Edwin Long RA, y posteriormente en París con Bouguereau y Tony Robert-Fleury en la Académie Julian. Fue un admirador del naturalismo del pintor Jules Bastien-Lepage sobre quien escribió en 1888 y 1892.
Clausen se convirtió en uno de los principales pintores modernos de paisajes y de la vida campesina, influenciado en cierta medida por los impresionistas, con quienes compartía la opinión de que la luz es el verdadero tema del arte del paisaje. Sus cuadros se distinguen por la representación del aspecto de las cosas bajo la luz del sol exterior, o en la sombra de un granero o un establo. Su Girl at the Gate fue adquirida por Chantrey Trustees y ahora se encuentra en la Tate Gallery. El Centro de Arte Británico de Yale conserva Schoolgirls (1880), una escena urbana, que presentó en su exposición llamada "Britain in the World: 1860-Now".
Otros paisajes son "The Fields in June" (1914) y "Midsummer Dawn" (1921).  Para el Museo Imperial de la Guerra, pintó el cuadro de gran tamaño y amplia decoración "Gun Factory at Woolwich Arsenal" (1919). Entre sus obras decorativas también se encuentran  "Renacimiento" (1915) y decoraciones para el Hall en High Royd, Huddersfield, consistentes en figuras de tamaño natural en lunetos. 
Clausen fue miembro fundador del New English Art Club en 1886. En 1895, fue elegido miembro asociado de la Royal Academy y académico de pleno derecho en 1906. En 1909 fue elegido Maestro del Gremio de Trabajadores del Arte. Como profesor de pintura en la Royal Academy, dio una serie de conferencias memorables a los estudiantes de las escuelas, publicadas como Six Lectures on Painting (1904) y Aims and Ideals in Art (1906).
Clausen fue un artista de guerra oficial durante la Primera Guerra Mundial. Durante la guerra, el prometido de su hija fue asesinado; este acontecimiento puede haber inspirado su pintura, Youth Mourning, que muestra a una joven afligida en un paisaje desolado. Clausen también contribuyó con seis litografías sobre el tema Making Guns (Fabricando armas) para la cartera de impresiones publicada por el Gobierno, Britain's Efforts and Ideals (Esfuerzos e ideales de Gran Bretaña).
En 1921 Clausen fue miembro original de la Sociedad de Arte Gráfico y mostró su obra en su primera exposición.

Trabajos seleccionados
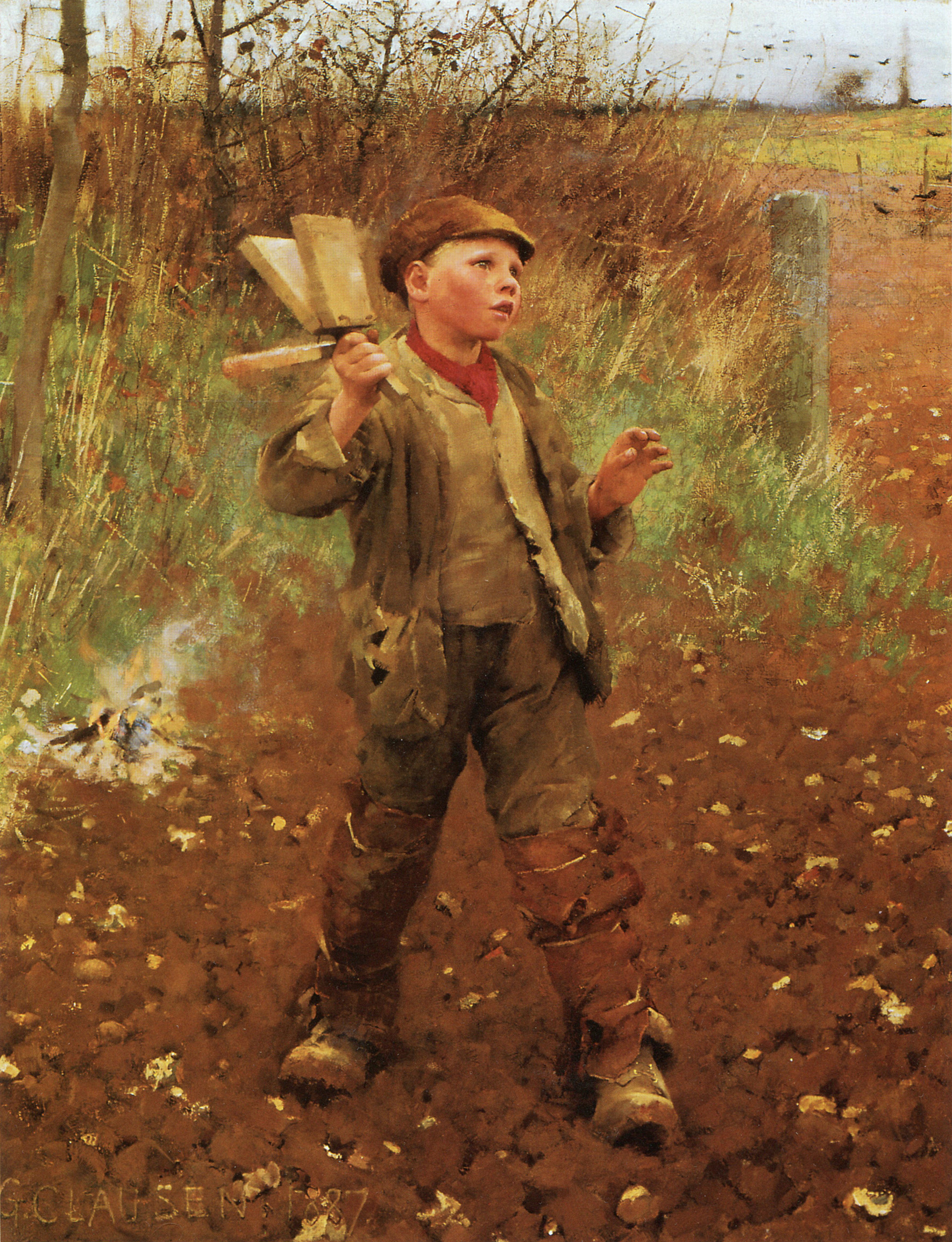
Espantar pájaros, 1887
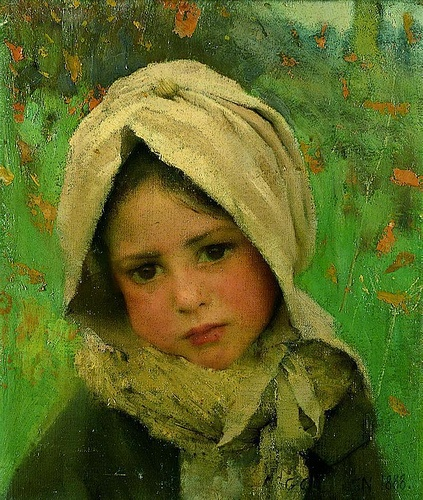
Chica, 1888
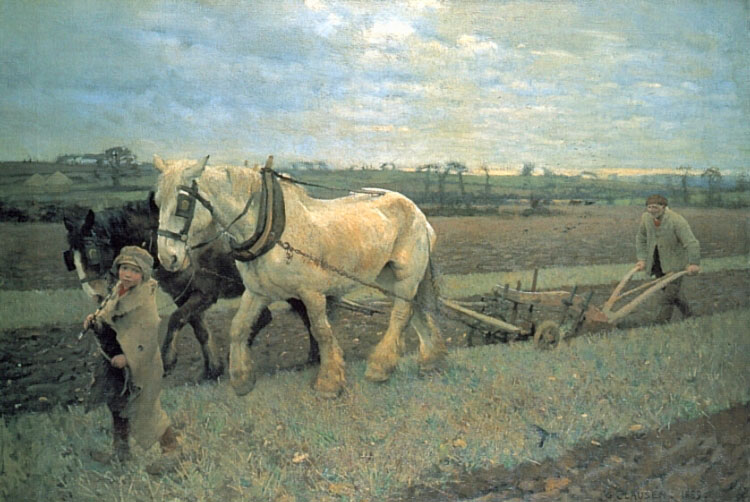
Arado, 1889
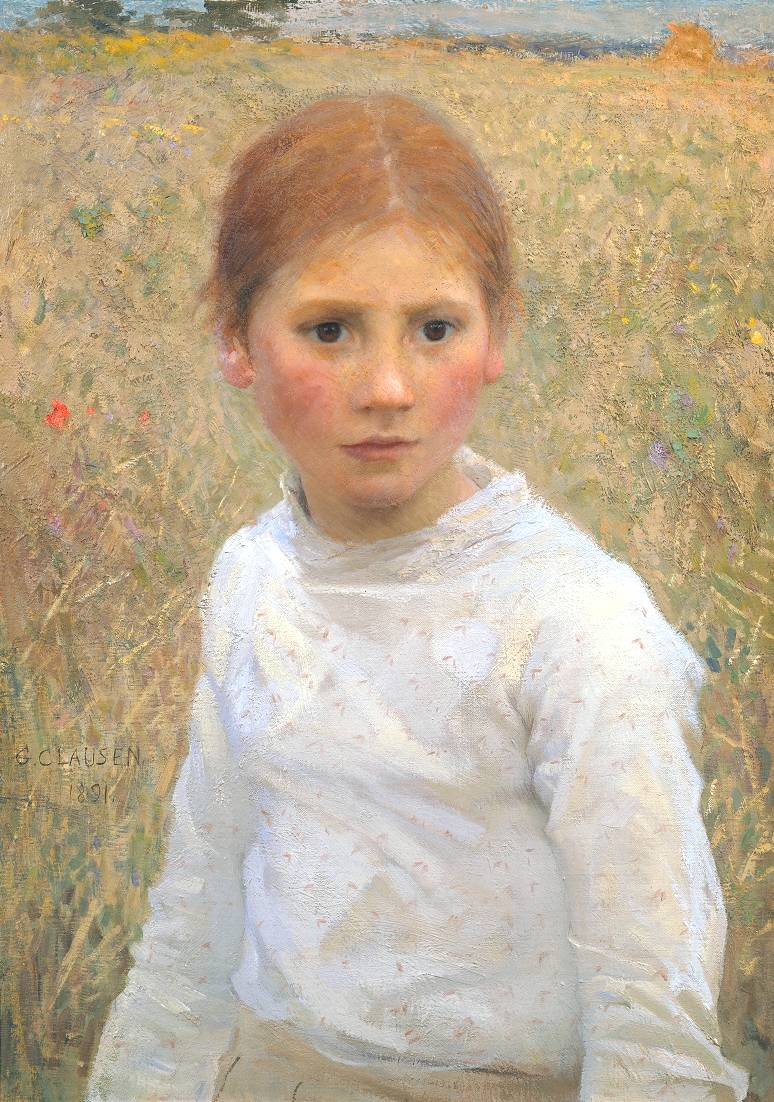
Ojos marrones, 1891
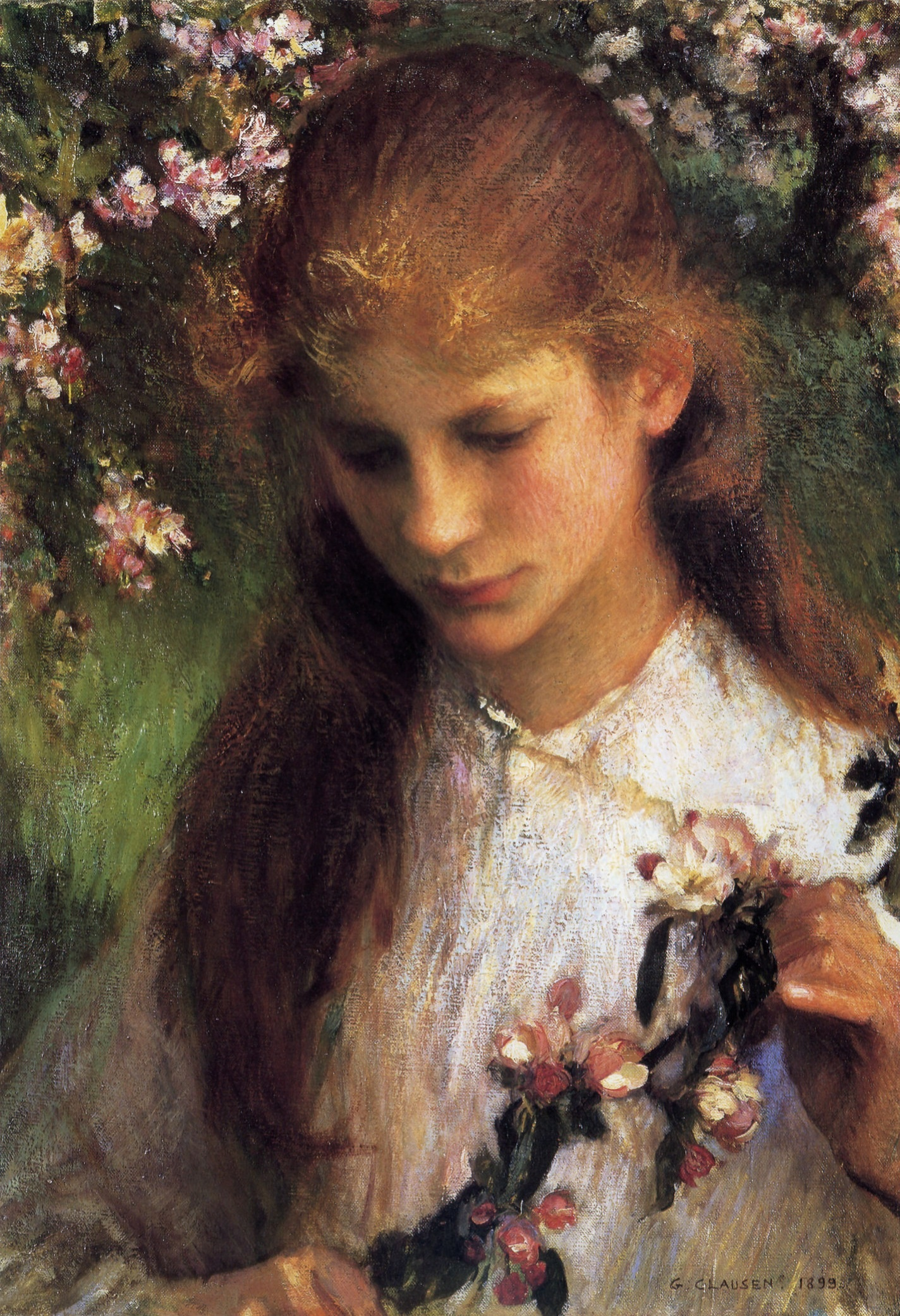
Flor de manzana
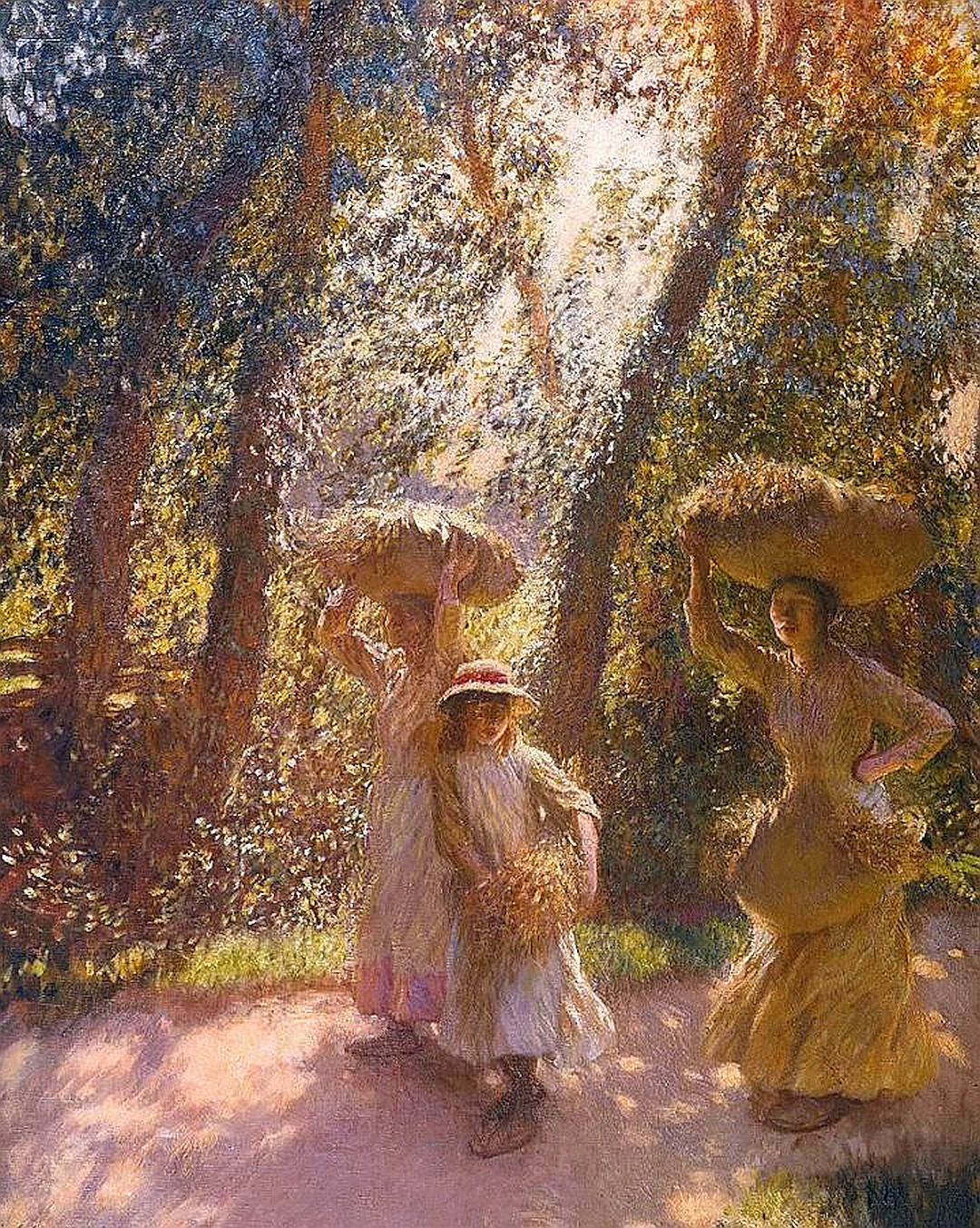
El regreso de las espigadoras, 1908
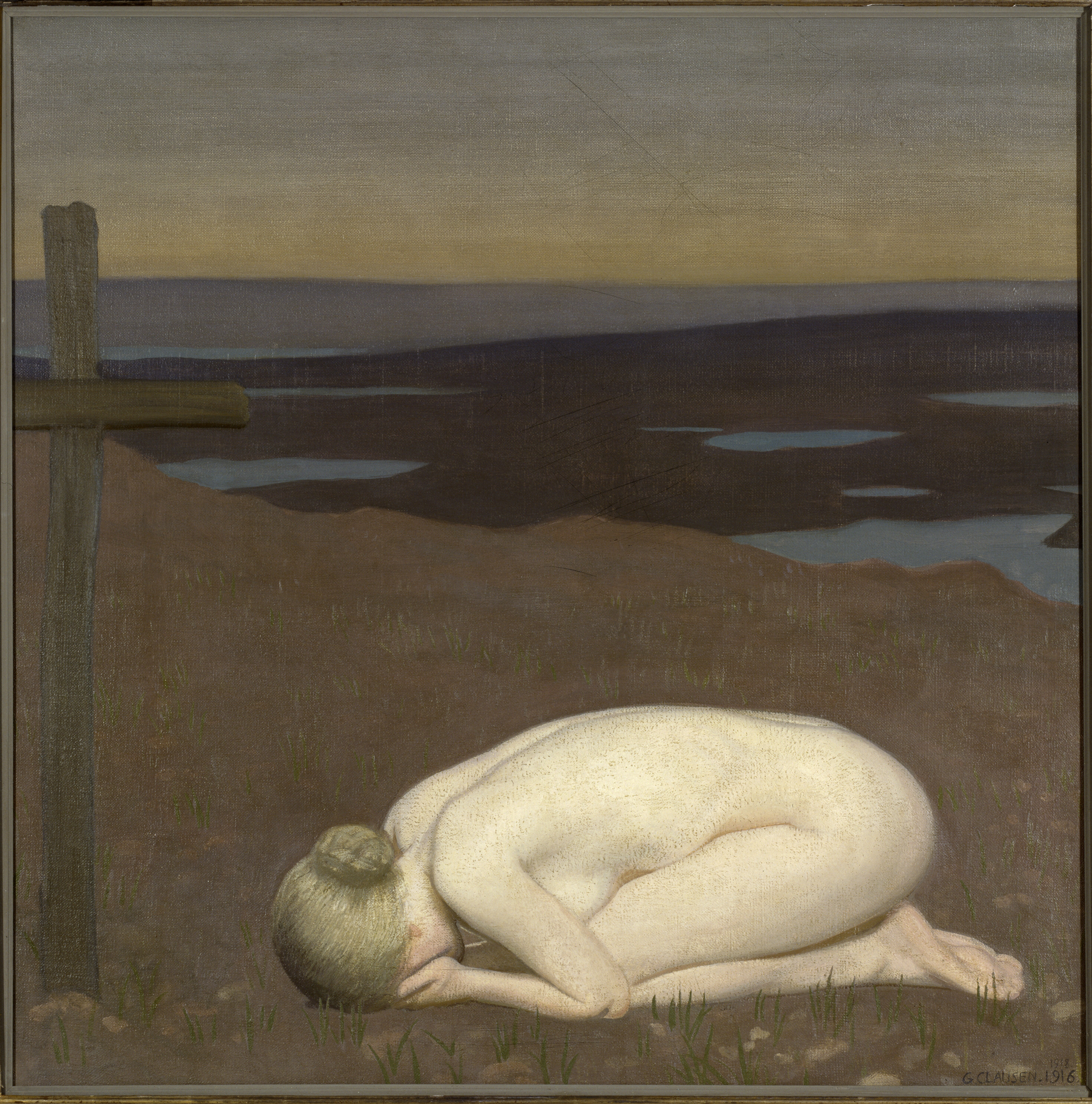
Luto juvenil, 1916
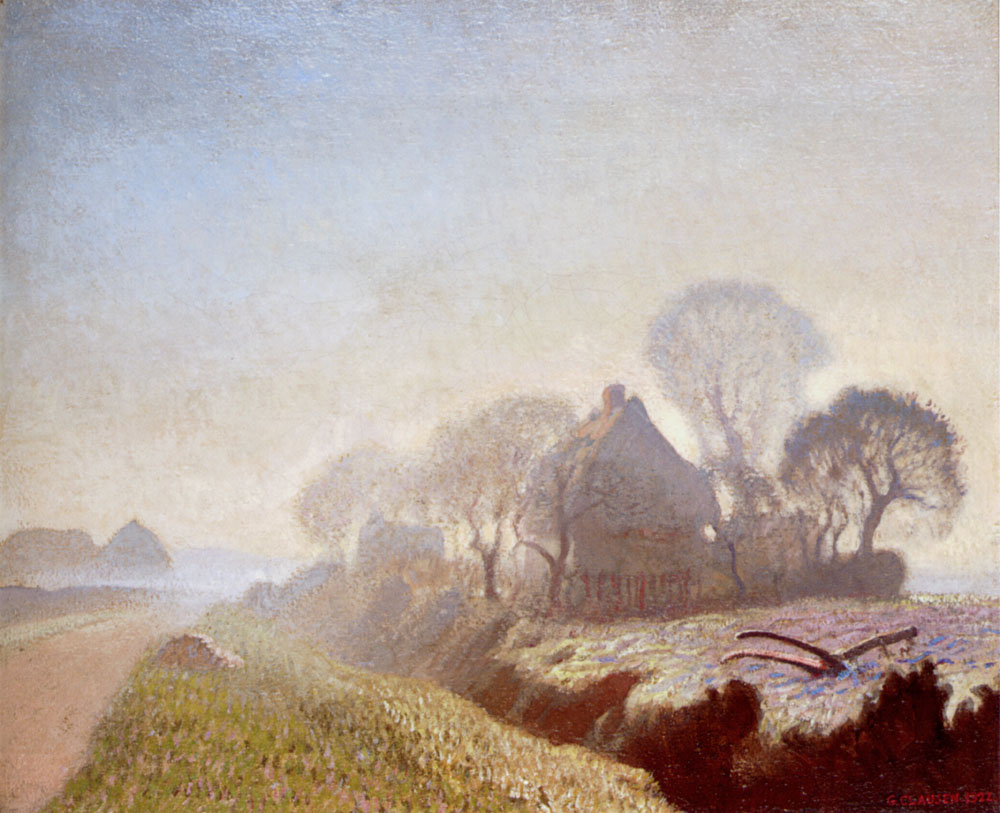
Mañana de noviembre de 1922